# 리산드로스

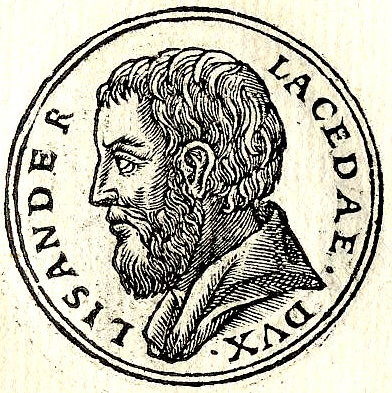
르네상스 공작으로써 리산드로스, 1553년 부조

리산드로스(그리스어: Λύσανδρος, ? ~ 기원전 395년)는 고대 스파르타의 장군, 제독이다. 기원전 405년 헬레스폰토스 해협의 스파르타 함대를 지휘하여 아이고스포타모이에서 아테나이를 무찔렀다. 이듬해 그는 아테나이 지도부를 항복하도록 강요할 수 있게 되었고, 그리하여 펠로폰네소스 전쟁을 종결하였다.

## 생애
리산드로스는 아리스토클레이토스의 아들이다. 리산드로스의 젊은 시절에 대해서는 별로 알려져 있지 않지만, 그는 헤라클레스 가문의 일원으로 알려져 있고, 집은 가난했다. 그는 금전이나 물품 등의 물질적인 부에 대해서는 욕심이 적었지만, 명예에 대한 욕망은 강했다.
리산드로스는 펠로폰네소스 전쟁의 후반에 스파르타 함대를 지휘했다. 기원전 405년에 펠로폰네소스 전쟁의 마지막 해전 아이고스포타모이 해전에서 아테네 함대와 싸웠다. 이 해전에서 리산드로스는 적을 방심하게 한 후 기습하는 작전으로 아테네 함대를 철저히 격파하고, 아테네의 보급로를 차단했다. 그 후, 아테네는 스파르타 군에 포위되어 기원전 404년에 무조건 항복을 할 수밖에 없었다.
전후 리산드로스는 크리티아스, 테라메네스 등을 지원하여 아테네의 삼십인 정권 수립에 협력했다. 그러나 기원전 404년에 트라쉬불로스 등 민주파의 무장 봉기에 의해 정권이 전복되어 민주제로 돌아왔다.
기원전 400년에 스파르타의 왕 아기스 2세가 죽었을 때 리산드로스는 자신의 뜻대로 될 것 같은 사람을 왕위에 앉히고자 그의 동생 아게실라오스를 후원하며, 즉위에 힘을 쏟았다.
기원전 395년에 스파르타와 스파르타의 패권에 이의를 제기한 국가 사이에서 코린트 전쟁이 발발했다. 리산드로스도 장군으로 싸웠지만 전쟁이 발발한 바로 그 해에 일어난 할리아르토스 전투에서 테바이에 패해 전사했다.